# 树绒兰
树绒兰（学名：[Eria tomentosiflora] 错误：{{Lang}}：文本有斜体标记（帮助））为兰科绒兰属下的一个种。

## 扩展阅读
- 維基物種上的相關：树绒兰